# Il Teatro degli Orrori
Il Teatro degli Orrori è un gruppo alternative rock italiano nato nel 2005. Il nome della band si ispira al teatro della crudeltà di Antonin Artaud. Nel 2024 comunica la propria reunion annunciando il "Mai Dire Mai Tour".

## Storia

### Esordi
Il gruppo si riunisce inizialmente in una sala prova a Marghera, frazione di Venezia nell'aprile del 2005. La formazione iniziale della band è composta da Pierpaolo Capovilla (frontman e cantante degli One Dimensional Man) alla voce e al basso, Gionata Mirai (frontman dei Super Elastic Bubble Plastic) alla chitarra, e Francesco "Franz" Valente (dal 2005 anche lui negli ODM) alla batteria. Dopo un breve periodo di prove, si aggiunge al gruppo Giulio "Ragno" Favero, già chitarrista e produttore artistico degli One Dimensional Man, che entra nel ruolo di bassista, lasciando a Capovilla solo il microfono.
Il 6 aprile 2007 esce il primo disco della band, intitolato Dell'impero delle tenebre e pubblicato da La Tempesta Dischi (distribuzione Venus). Il successo è immediato, accompagnato dagli apprezzamenti unanimi. Il disco viene presentato come un lavoro estremo, febbricitante, lirico e coraggioso; una vera e propria "opera rock" in undici atti. Di notevole impatto l'utilizzo della lingua italiana, poco incline allo stile di Capovilla, che aveva sempre scritto e cantato in inglese, e tendenzialmente anche al genere musicale utilizzato. Vengono realizzati i videoclip di tre brani estratti da questo disco: Compagna Teresa (regia di Mauro Lovisetto), La canzone di Tom (regia di Mauro Lovisetto) e Carrarmatorock! (regia di Angelo Camba).
Nel frattempo la band parte per la sua prima tournée, in cui viene accompagnata, in alcune date da Tre Allegri Ragazzi Morti, Montecristo e De Rosa.

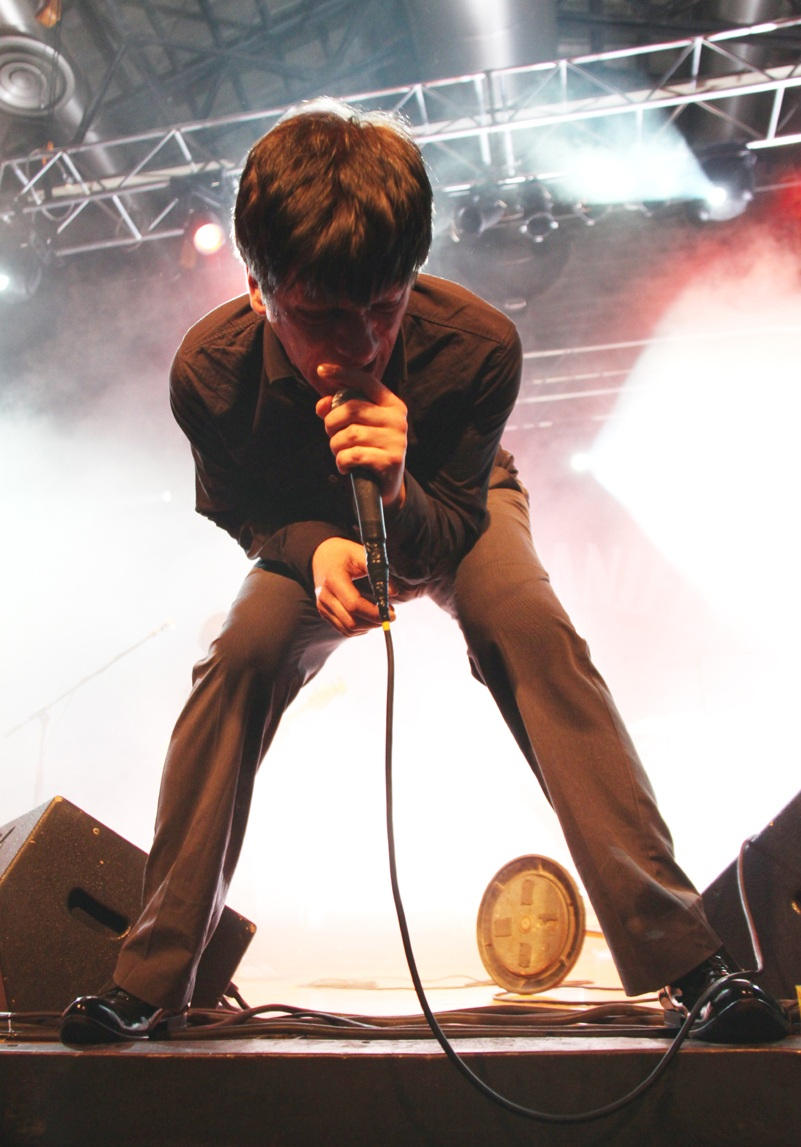
Pierpaolo Capovilla, cantante del gruppo.

Nel 2008 Il Teatro degli Orrori, oltre che continuare nell'intensissima attività live, realizza uno split album in vinile (corredato dall'equivalente CD) con il gruppo romano degli ZU e contenente le tracce Fallo! e Nostalgia. Il disco, diffuso in tiratura limitata (666 copie), viene pubblicato da La Tempesta.
Il 20 giugno 2008 la band partecipa all'Heineken Jammin' Festival al fianco dei Linea 77.
Il 25 marzo 2009 esce la compilation Afterhours presentano: Il paese è reale (19 artisti per un paese migliore?) voluta da Manuel Agnelli degli Afterhours in seguito alla partecipazione del suo gruppo al Festival di Sanremo 2009, per sostenere e promuovere le realtà indie rock della scena underground italiana, a cui il Teatro degli Orrori partecipa con una canzone dal titolo Refusenik, ispirata alle vicende degli obiettori di coscienza israeliani che rifiutano di imbracciare le armi in segno di protesta contro l'occupazione dei territori palestinesi.

### A sangue freddo
Il gruppo in seguito si chiude nuovamente in sala prove, e precisamente presso lo studio Blocco A di Favero a Padova, dove comincia ad elaborare le nuove tracce che verranno inserite nel successivo LP del "Teatro". Il secondo disco A sangue freddo viene pubblicato, sempre da La Tempesta, il 30 ottobre 2009. La title track del disco è dedicata a Ken Saro-Wiwa, poeta nigeriano ucciso nel 1995. L'album è stato ben accolto dalla critica e definito "meno grezzo e immediato" del precedente lavoro. Il successo però, viene ottenuto anche grazie ai contenuti narrativi (con citazioni che vanno da Majakovskij al Padre nostro), che vengono apprezzati da un pubblico trasversale e che consacra il Teatro come una delle band più importanti del rock italiano. Da questo disco vengono estratti tre singoli: A sangue freddo, Direzioni diverse (videoclip entrambi realizzati per la regia di Jacopo Rondinelli) e È colpa mia (videoclip curato da Annapaola Martin e contenente immagini e backstage del tour).
Sempre nel 2009 viene pubblicato Raro EP, costituito da sei tracce e diffuso in free download dal sito del mensile XL. Si tratta della registrazione di un concerto elettro-acustico tenuto presso l'auditorium di Sant'Umiltà a Faenza, in chiusura del Meeting delle Etichette Indipendenti. Il disco contiene anche due brani già editi (Direzioni diverse e Compagna Teresa) riarrangiati.

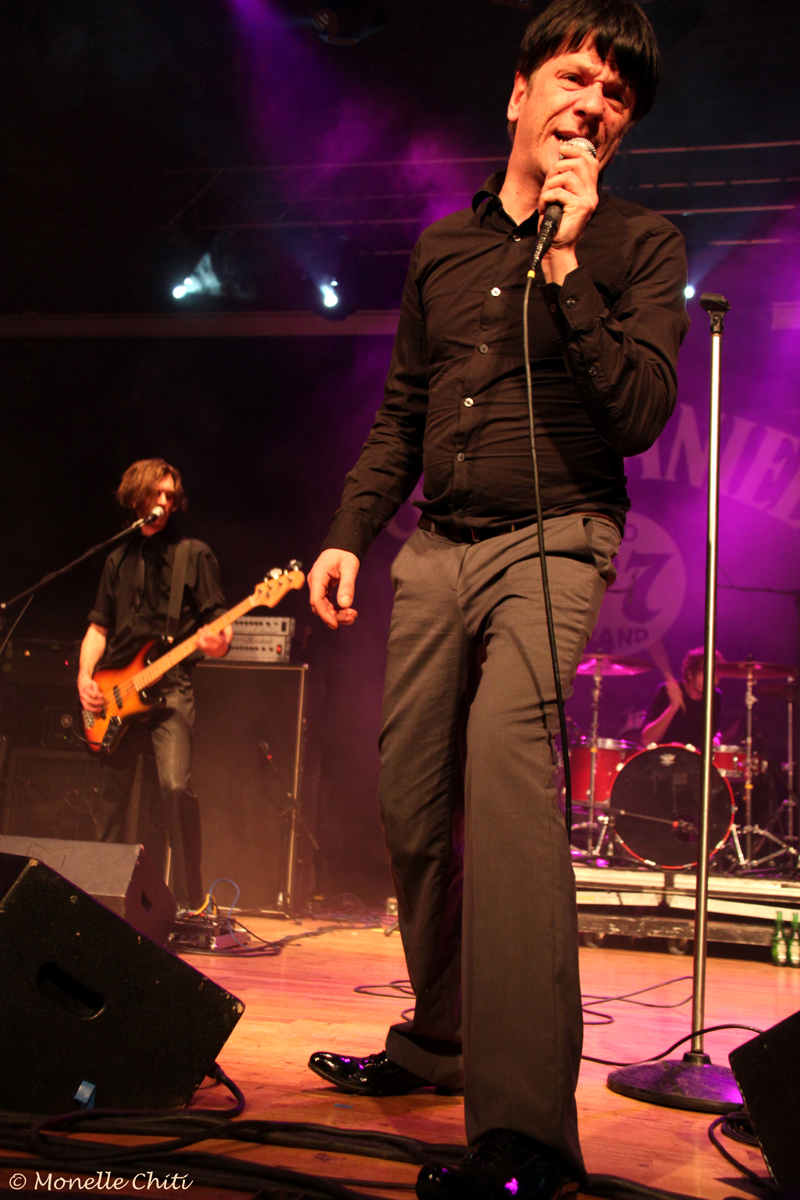
Il gruppo in concerto.

A inizio 2010 la band cambia formazione: Giulio Favero abbandona per problemi strettamente personali, e lo sostituiscono come turnisti Nicola Manzan (chitarra, violino, synth), già noto come Bologna Violenta e Tommaso Mantelli (Captain Mantell) al basso.
Nel marzo del 2011 la band comunica il rientro al basso di Giulio Favero e l'8 luglio rivedrà la formazione originale al Traffic Festival di Torino performare per intero il loro primo disco, Dell'impero delle tenebre.
Nello stesso periodo, i diversi componenti del gruppo si dedicano ad alcuni progetti paralleli. Favero e Capovilla riuniscono gli One Dimensional Man e realizzano l'album A better man, preceduto e seguito da due tour. Gionata Mirai si concede la pubblicazione di un disco solista intitolato Allusioni (La Tempesta) e si esibisce, tra l'altro, al Rivolta durante la festa dell'etichetta, il 3 dicembre. Inoltre, un quartetto composto da Capovilla (voce narrante), Favero (campionamenti, tastiere e chitarra elettrica), Richard Tiso (contrabbasso) e Kolë Laca dei 2Pigeons dà vita al progetto Eresia, reading in cui vengono proposti, in due atti, gli scritti del poeta e drammaturgo russo Vladimir Majakovskij. Lo spettacolo viene portato in teatri, club e centri sociali; la tappa svolta in occasione del MEI 2010 viene registrata e pubblicata in DVD per Auditorium Edizioni in maggio.

### Il mondo nuovo
A quel punto la band si reca a Lari (provincia di Pisa), dove si dedica alle registrazione del terzo LP.
Il 22 luglio 2011 Giulio Favero annuncia che il gruppo sta iniziando le registrazioni per il terzo album nella sua formazione originaria. Presso il SAM Recording Studio di Mirco Mencacci, i tre componenti della band iniziano le riprese delle sedici tracce del nuovo album, che saranno impreziosite dal successivo contributo di numerosi artisti, tra cui Caparezza, Appino e gli Aucan.
Il 25 novembre seguente il gruppo ha annunciato l'uscita de Il mondo nuovo prevista per il 31 gennaio 2012. Le parti di batteria, inoltre, sono state affinate da Valente presso La Sauna Studio di Varese, luogo in cui viene effettuata la post-produzione finale (ad eccezione del brano Nicolaj, missato alle Officine Meccaniche di Milano). Il disco è stato masterizzato da Matt Colton presso l'Air Studio di Londra tra il 7 e l'8 dicembre. Preceduto dalla ristampa in vinile di Dell'impero delle tenebre (24 dicembre 2011, La Tempesta), il disco esce per La Tempesta con distribuzione Universal (nell'edizione in vinile Il mondo nuovo è etichettato La Tempesta/Tannen Records con distribuzione Venus) e debutta alla posizione numero 10 della classifica ufficiale di vendita FIMI. Inoltre, l'album omaggia l'opera Il mondo nuovo di Aldous Huxley e può essere considerato un concept album sull'immigrazione. Il primo singolo estratto dal disco è Io cerco te (videoclip diretto da Mauro Lovisetto), seguito da Non vedo l'ora (video di Giulio Ragno Favero) e Cuore d'oceano (video di Chiara Feriani e Roberto D'Ippolito).
Dal 6 marzo 2012 il gruppo è in tour per promuovere l'album Il mondo nuovo e durante i live i membri della band sono accompagnati da altri due musicisti: Kolë Laca (2Pigeons), che suona synth e rhodes, e Marcello Batelli (Planet Brain, Non voglio che Clara), che suona la chitarra.
Nel 2012 la band prende parte, per la prima volta, al concerto del Primo Maggio a Roma, occasione nella quale esegue i brani Non vedo l'ora, La canzone di Tom e Compagna Teresa. Il 19 maggio invece, insieme agli Afterhours, suona a L'Aquila in maniera del tutto gratuita, per far sentire la vicinanza ai cittadini colpiti dal terremoto nel 2009 e per porre l'attenzione sul fatto che i soldi raccolti tramite il progetto Domani 21/04.2009 sono ancora bloccati su un conto corrente. In agosto invece si esibisce in Ungheria, allo Sziget Festival.
Nello stesso anno il gruppo vince il PIMI (premio ideato e curato dal MEI) per il "Miglior Tour", mentre è finalista della Targa Tenco nella categoria "miglior album in assoluto". Il 30 novembre 2012 viene venduto, in allegato con XL, il CD Dal vivo, registrato appunto live. Inoltre la band collabora con i Nadàr Solo nella canzone Il vento, inserita nell'album Diversamente, come? (2013, Massive Arts).
Nel luglio 2013 la band aderisce al progetto Hai paura del buio?, promosso dagli Afterhours: si tratta di un festival culturale itinerante a cui prendono parte non solo altri musicisti (tra cui Marta sui Tubi, i Ministri, Daniele Silvestri e Verdena), ma anche attori di cinema e teatro (Antonio Rezza con Flavia Mastrella, Michele Riondino), scrittori (Chiara Gamberale, Paolo Giordano), disegnatori e ballerini.
Nel 2014 il gruppo partecipa alla riedizione dell'album Hai paura del buio? degli Afterhours interpretando il brano Dea.
Nel maggio 2014 Capovilla pubblica un album solista dal titolo Obtorto collo.

### Scioglimento e reunion
Il 2 ottobre 2015 esce il quarto ed omonimo album del gruppo, questa volta con una formazione allargata a sei componenti, includendo i già turnisti Batelli e Laca. Di seguito alla pubblicazione del disco parte il tour che, tuttavia, si interrompe a fine 2016 cancellando le date previste per l'anno successivo per motivi personali non specificati. A questo punto l'attività del gruppo cessa e la band rimane in una situazione di stallo.
Il 14 giugno 2020, con un post nel gruppo Facebook associato alla pagina ufficiale della band, Pierpaolo Capovilla dichiara che Il Teatro degli Orrori non esiste più ormai da qualche anno senza, tuttavia, precisarne i motivi.
Il 15 ottobre 2024 tramite i canali social la band comunica la propria reunion annunciando il "Mai Dire Mai Tour" per il 2025 con una tournée di nove date in tutta Italia, a distanza di nove anni dall'ultimo concerto.

## Formazione
- Pierpaolo Capovilla – voce (2005-2016, 2024-presente)
- Gionata Mirai – chitarra, cori (2005-2016, 2024-presente)
- Giulio Ragno Favero – basso, chitarra, cori (2005-2010; 2011-2016, 2024-presente)
- Francesco Valente – batteria (2005-2016, 2024-presente)

### Ex componenti
- Nicola Manzan – chitarra, violino, cori (2010-2011)
- Tommaso Mantelli – basso, cori (2010-2011)
- Kolë Laca – synth, rhodes, cori (2012-2016)
- Marcello Mattia Batelli – chitarra, cori (2012-2016)

## Discografia

### Album in studio
- 2007 – Dell'impero delle tenebre
- 2009 – A sangue freddo
- 2012 – Il mondo nuovo
- 2015 – Il Teatro degli Orrori

### Album dal vivo
- 2012 – Dal Vivo (Allegato a La Repubblica XL)

### EP
- 2008 – Il Teatro degli Orrori + Zu (split)
- 2010 – Raro EP (In download gratuito su XL.repubblica.it)

### Singoli
- 2008 – La Canzone Di Tom
- 2010 – Direzioni diverse
- 2009 – A sangue freddo
- 2011 – Io cerco te

### Collaborazioni
- 2009 – Afterhours presentano: Il paese è reale (19 artisti per un paese migliore?) con Refusenik (Casasonica)
- 2013 – Il vento (Nadàr Solo ft. Il Teatro degli Orrori; da Diversamente come?)

## Videografia
- 2007 – Compagna Teresa, regia di Mauro Lovisetto, tratto dal disco "Dell'Impero delle Tenebre" (2007, La Tempesta Dischi)
- 2008 – La canzone di Tom, regia di Mauro Lovisetto, tratto dal disco "Dell'Impero delle Tenebre" (2007, La Tempesta Dischi)
- 2008 – Carrarmatorock!, regia di Angelo Camba, tratto dal disco "Dell'Impero delle Tenebre" (2007, La Tempesta Dischi)
- 2009 – A sangue freddo, regia di Jacopo Rondinelli, tratto dal disco "A sangue freddo" (2009, La Tempesta Dischi/Universal)
- 2010 – Direzioni diverse, regia di Jacopo Rondinelli, tratto dal disco "A sangue freddo" (2009, La Tempesta Dischi/Universal)
- 2010 – È colpa mia, regia di Annapaola Martin, tratto dal disco "A sangue freddo" (2009, La Tempesta Dischi/Universal)
- 2012 – Io cerco te, regia di Mauro Lovisetto, tratto dal disco "Il Mondo Nuovo" (2012, La Tempesta Dischi/Universal)
- 2012 – Non vedo l'ora, regia di Giulio Ragno Favero, tratto dal disco "Il Mondo Nuovo" (2012, La Tempesta Dischi/Universal)
- 2012 – Cuore d'oceano, regia di Chiara Feriani e Roberto D'Ippolito, tratto dal disco "Il Mondo Nuovo" (2012, La Tempesta Dischi/Universal)